# Craig Brewer
Craig Brewer (6 de dezembro de 1971) é um diretor, produtor e roteirista de cinema americano. Seu filme de 2005, Hustle & Flow, ganhou o Audience Award no Sundance Film Festival de 2005 e obteve sucesso comercial, juntamente com o Oscar de Melhor Canção Original, "It's Hard Out Here for a Pimp". Ele também é conhecido por dirigir o remake de 2011 de Footloose e o filme de 2019 Dolemite Is My Name.

## Biografia
Brewer é filho de Gail, professor, e Walter D. Brewer, executivo que trabalhou na Matson Navigation Co. Ele é descendente de irlandeses, ingleses e espanhóis.
Singleton ficou impressionado com o primeiro longa de Brewer, The Poor &amp; Hungry, filmado em Memphis, Tennessee. Hustle & Flow foi financiado pelo cineasta John Singleton, também produzido por Stephanie Allain, Preston Holmes e executivo produzido por Dwight Williams. Dez anos após o lançamento de Hustle & Flow, Brewer estará se unindo a Terrence Howard e Taraji P. Henson em sua aclamada série de televisão Empire. O episódio que ele dirigiu, "Fires of Heaven", foi ao ar em 7 de outubro de 2015.
O projeto subsequente de Brewer, Black Snake Moan, começou a ser filmado em setembro de 2005 e é estrelado por Samuel L. Jackson, Christina Ricci e Justin Timberlake. O Black Snake Moan foi parcialmente filmado em Stanton, Tennessee. A produção foi concluída em outubro de 2005 e foi lançada em 2 de março de 2007. Seu primeiro filme de grande orçamento, um remake do filme de 1984, Footloose foi lançado em 14 de outubro de 2011 depois que Brewer e as duas estrelas do filme, Kenny Wormald e Julianne Hough, completaram uma turnê de imprensa nacional promovendo o filme. O filme recebeu elogios críticos mais altos do que seu antecessor.
Em 2012 Brewer foi produtor executivo de Katy Perry: Part of Me. Nesse mesmo ano, Brewer estreou um documentário que ele dirigiu sobre Indie Memphis e cineastas chamados Indie Origins. Em 2014, Brewer foi eleito presidente da Indie Memphis por dois anos. Um ano depois, Brewer lançou um vídeo feito em conjunto com o Memphis Grizzlies sobre a adoração da cidade ao jogador Marc Gasol; o próprio Brewer faz uma breve aparição no início do vídeo.
Brewer também é o criador de $ 5 Cover, uma série de drama da MTV sobre músicos de Memphis. O show de 15 episódios foi transmitido on-line e na MTV, e contou com músicos de Memphis tocando a si mesmos e suas músicas originais. Outros projetos de TV incluem um episódio de The Shield e o piloto de Terriers. Brewer voltou a dirigir pilotos de TV com o Boomerang, estrelando Felicity Huffman na FOX. O piloto não foi aceito pela FOX. Em janeiro de 2014, Brewer assinou um contrato com a Paramount Television para produzir, escrever e dirigir dois pilotos de drama de TV. No final de maio de 2015, um desses programas foi revelado como uma adaptação para televisão do filme Urban Cowboy; Brewer escreveu o piloto e o dirigiu, mas o piloto não foi uasdo pela FOX.
No final de fevereiro de 2013, o acompanhamento teatral de Brewer para Footloose foi anunciado como Gangster Princess of Beverly Hills, com base nas aventuras criminais da vida real de Lisette Lee, uma jovem que afirma ser a herdeira da Samsung. Brewer escreverá e dirigirá. Um ano depois, Brewer também foi anexado para potencialmente dirigir uma nova versão de The Idolmaker, com produção de Justin Timberlake.
Brewer escreveu um rascunho para a Warner Bros. o filme The Legend of Tarzan, dirigido por David Yates, de 2016.
Em junho de 2018, Brewer começou a dirigir um recurso da Netflix, Dolemite Is My Name. Baseado na vida de Rudy Ray Moore, o indicado ao Oscar Eddie Murphy como Moore, um comediante dos anos 70 que investe dinheiro para fazer um filme de ação baseado em um personagem de seu material de stand-up. O filme é escrito por Scott Alexander e Larry Karaszewski. Outros membros do elenco incluem Wesley Snipes, Craig Robinson e Mike Epps. O filme foi lançado em 2019.
Em janeiro de 2019, foi anunciado que Brewer dirigiria Eddie Murphy em Coming 2 America. A produção começou em agosto de 2019.

## Filmografia
- The Poor & Hungry (2000) - Diretor, roteirista e produtor
- Hustle & Flow (2005) - Diretor e roteirista
- Black Snake Moan (2006) - Diretor e roteirista
- Footloose (2011) - Diretor e roteirista
- Origens Indie (2012) - Diretor
- Katy Perry: Part of Me (2012) - Produtor
- A Lenda de Tarzan (2016) - Roteirista
- Dolemite é meu nome (2019) - Diretor
- Coming 2 America (2021) - Diretor

Televisão
- The Shield ("Petty Cash") (série de TV) (2008) (diretor)
- Terriers ("Pilot") (série de TV) (2010) (diretor)
- Empire ("Fires of Heaven") (série de TV) (2015) (diretor)
- Empire ("Sins that Amend") (série de TV) (2016) (diretor)
- Empire ("Sound and Fury", "Toil & Trouble, Part I", "Full Circle") (série de TV) (2017) (diretor)
- Empire ("Círculo Completo", "Pássaros na Gaiola", "Of Hardiness is Mother", "The Empire Unpossess'd") (série de TV) (2018) (diretor)
- Urban Cowboy ("Pilot") (série de TV) (não foi à série) (escritor / diretor)
- Boomerang ("Pilot") (série de TV) (não foi à série) (diretor)